# Nemetropolitanske grofovije
Nemetropolitanska grofovija, ili kolokvijalno, shire okrug (shire county), entitet je na nivou grofovije u Engleskoj koji nije metropolitanska grofovija. Izraz shire county je, međutim, neslužbena upotreba. Jedna od najčešćih riječi korištenih kao sufiks u imenima grofovija u Ujedinjenom Kraljevstvu je sufiks -shire; zapadnosaksonska riječ koja znači udio/podjela.

## Karakteristike
Grofovije obično imaju 300 000 do 1,4 milijuna stanovnika. Mnoge nemetropolitanske grofovije nose povijesna imena, a većina, kao što su Wiltshire i Staffordshire, završavaju se sufiksom "-shire". Od ostalih grofovija, neke su završavale sufiksom "-shire", ali su ga vremenom izgubile, poput Devona (Devonshire) i Somerseta (Somersetshire).

## Podrijetlo
Prije 1974. lokalna je uprava bila podijeljena između unitarnih grofovijskih okruga (najvećih gradova) i dvorazinskih (a two tier authority) upravnih grofovija koje su bile podijeljene na općinske gradske četvrti te urbane i seoske oblasti. Zakon o lokalnoj samoupravi iz 1972., (Local Government Act 1972) koji je stupio na snagu 1. travnja 1974., podijelio je Englesku, isključujući Veliki London i šest najvećih konurbacija, na trideset i devet nemetropolitanskih grofovija. Svaka grofovija bila je podijeljena na okruge; njih između dva i četrnaest nemetropolitanskih okruga. Postojao je jedinstveni dvorazinski sustav lokalne uprave s grofovijskim vijećima koja su pokrivala široki spektar usluga, poput obrazovanja, vatrogasnih službi i policije, te okružnim vijećima koja su vršila više lokalnih ovlasti nad područjima poput planiranja, stanovanja te prikupljanja i odvoza smeća.

## Geografija i kategorije
Kao što su prvotno konstituirane, nemetropolitanske grofovije uglavnom su se temeljile na postojećim grofovijama, iako su uključivale brojne inovacije. Neke su se grofovije temeljile na područjima koja okružuju velike grofovijske okruge ili su pak nastale spajanjem manjih grofovija. Primjeri prve kategorije su Avon (zasnovan na Bathu i Bristolu) i Cleveland (na temelju Teessidea). Primjeri druge kategorije su Hereford i Worcester i Cumbria. Ove grofovije su usvojene zakonom propisanim svrhama koji su obvezni za svaku. U svaku grofoviju je imenovan Lord-namjesnik i Visoki šerif, a ovlašteni su i za sudsku upravu i definiranje područja policijskih snaga.

## Lista nemetropolitanskih grofovija
Sljedeći popis prikazuje izvornih trideset devet grofovija osnovanih 1974. godine te naknadne promjene koje su se uvodile od1990-ih pa nadalje.
| Nemetropolitanske grofovije od 1974.              | Izmjene 1995. – 1998. | Izmjene 2009.                                | Izmjene 2019. – 2020.                               |
| ------------------------------------------------- | --- | -------------------------------------------- | --------------------------------------------------- |
| Avon (6 oblasti)                                  | 1996.: Sjeverozapadni Somerset (unitarna uprava) | 2005.: preimenovano u Sjeverni Somerset      | Nijedna                                             |
| Avon (6 oblasti)                                  | 1996.: Bath i Sjeverozapadni Somerset (unitarna uprava) | Nijedna                                      | Nijedna                                             |
| Avon (6 oblasti)                                  | 1996.: Južni Gloucestershire (unitarna uprava) | Nijedna                                      | Nijedna                                             |
| Avon (6 oblasti)                                  | 1996.: City of Bristol (unitarna uprava) | Nijedna                                      | Nijedna                                             |
| Bedfordshire (4 oblasti)                          | 1997.: Bedfordshire (3 oblasti) | Bedford (unitarna uprava)                    | Nijedna                                             |
| Bedfordshire (4 oblasti)                          | 1997.: Bedfordshire (3 oblasti) | Centralni Bedfordshire (unitarna uprava)     | Nijedna                                             |
| Bedfordshire (4 oblasti)                          | 1997.: Luton (unitarna uprava) | Nijedna                                      | Nijedna                                             |
| Berkshire (Kraljevska grofovija) (6 oblasti)      | 1998.: Grofovijsko vijeće ukinuto, a svako od šest okružnih vijeća grofovije je postalo (unitarna uprava). Kraljevska grofovija Berkshire nije bila ukinuta. | Nijedna                                      | Nijedna                                             |
| Buckinghamshire (5 oblasti)                       | 1997.: Buckinghamshire (4 oblasti) | Nijedna                                      | Buckinghamshire (unitarna uprava)                   |
| Buckinghamshire (5 oblasti)                       | 1997.: Milton Keynes (unitarna uprava) | Nijedna                                      | Nijedna                                             |
| Cambridgeshire (6 oblasti)                        | 1998.: Cambridgeshire (5 oblasti) | Nijedna                                      | Nijedna                                             |
| Cambridgeshire (6 oblasti)                        | 1998.: Peterborough (unitarna uprava) | Nijedna                                      |                                                     |
| Cheshire (8 oblasti)                              | 1998.: Cheshire (6 oblasti) | Istočni Cheshire (unitarna uprava)           | Nijedna                                             |
| Cheshire (8 oblasti)                              | 1998.: Cheshire (6 oblasti) | Zapadni Cheshire i Chester (unitarna uprava) | Nijedna                                             |
| Cheshire (8 oblasti)                              | 1998: Halton (unitarna uprava) | Nijedna                                      | Nijedna                                             |
| Cheshire (8 oblasti)                              | 1998: Warrington (unitarna uprava) | Nijedna                                      | Nijedna                                             |
| Cleveland (4 oblasti)                             | 1996.: Hartlepool (unitarna uprava) | Nijedna                                      | Nijedna                                             |
| Cleveland (4 oblasti)                             | 1996.: Middlesbrough (unitarna uprava) | Nijedna                                      | Nijedna                                             |
| Cleveland (4 oblasti)                             | 1996.: Redcar i Cleveland (unitarna uprava) | Nijedna                                      | Nijedna                                             |
| Cleveland (4 oblasti)                             | 1996.: Stockton-on-Tees (unitarna uprava) | Nijedna                                      | Nijedna                                             |
| Cornwall (6 oblasti)                              | Nijedna | Postao (unitarna uprava)                     | Nijedna                                             |
| Cumbria (6 oblasti)                               | Nijedna | Nijedna                                      | Nijedna                                             |
| Derbyshire (9 oblasti)                            | 1997.: Derby (unitarna uprava) | Nijedna                                      | Nijedna                                             |
| Derbyshire (9 oblasti)                            | 1997.: Derbyshire (8 oblasti) | Nijedna                                      | Nijedna                                             |
| Devon (10 oblasti)                                | 1998.: Devon (8 oblasti) | Nijedna                                      | Nijedna                                             |
| Devon (10 oblasti)                                | 1998.: Torbay (unitarna uprava) | Nijedna                                      | Nijedna                                             |
| Devon (10 oblasti)                                | 1998.: Plymouth (unitarna uprava) | Nijedna                                      | Nijedna                                             |
| Dorset (8 oblasti)                                | 1997.: Dorset (6 oblasti) | Nijedna                                      | Dorset (unitarna uprava) (osim okruga Christchurch) |
| Dorset (8 oblasti)                                | 1997.: Bournemouth (unitarna uprava) | Nijedna                                      | Bournemouth, Christchurch i Poole (unitarna uprava) |
| Dorset (8 oblasti)                                | 1997.: Poole (unitarna uprava) | Nijedna                                      | Bournemouth, Christchurch i Poole (unitarna uprava) |
| Durham (8 oblasti)                                | 1997.: Darlington (unitarna uprava) | Nijedna                                      | Nijedna                                             |
| Durham (8 oblasti)                                | 1997.: Durham (7 oblasti) | Postao (unitarna uprava)                     | Nijedna                                             |
| Istočni Sussex (7 oblasti)                        | 1997.: Istočni Sussex (5 oblasti) | Nijedna                                      | Nijedna                                             |
| Istočni Sussex (7 oblasti)                        | 1997.: Brighton i Hove (unitarna uprava) | Nijedna                                      | Nijedna                                             |
| Essex (14 oblasti)                                | 1998.: Essex (12 oblasti) | Nijedna                                      | Nijedna                                             |
| Essex (14 oblasti)                                | 1998.: Southend-on-Sea (unitarna uprava) | Nijedna                                      | Nijedna                                             |
| Essex (14 oblasti)                                | 1998.: Thurrock (unitarna uprava) | Nijedna                                      | Nijedna                                             |
| Gloucestershire (6 oblasti)                       | Nijedna | Nijedna                                      | Nijedna                                             |
| Hampshire (13 oblasti)                            | 1997.: Hampshire (11 oblasti) | Nijedna                                      | Nijedna                                             |
| Hampshire (13 oblasti)                            | 1997.: Portsmouth (unitarna uprava) | Nijedna                                      | Nijedna                                             |
| Hampshire (13 oblasti)                            | 1997.: Southampton (unitarna uprava) | Nijedna                                      | Nijedna                                             |
| Hereford and Worcester (9 oblasti)                | 1998.: Herefordshire (unitarna uprava) | Nijedna                                      | Nijedna                                             |
| Hereford and Worcester (9 oblasti)                | 1998.: Worcestershire (6 oblasti) | Nijedna                                      | Nijedna                                             |
| Hertfordshire (10 oblasti)                        | Nijedna | Nijedna                                      | Nijedna                                             |
| Humberside (9 oblasti)                            | 1996.: East Riding of Yorkshire (unitarna uprava) | Nijedna                                      | Nijedna                                             |
| Humberside (9 oblasti)                            | 1996.: City of Kingston upon Hull (unitarna uprava) | Nijedna                                      | Nijedna                                             |
| Humberside (9 oblasti)                            | 1996.: North Lincolnshire (unitarna uprava) | Nijedna                                      | Nijedna                                             |
| Humberside (9 oblasti)                            | 1996.: North East Lincolnshire (unitarna uprava) | Nijedna                                      | Nijedna                                             |
| Isle of Wight (2 oblasti)                         | 1995.: Postao (unitarna uprava) | Nijedna                                      | Nijedna                                             |
| Kent (14 oblasti)                                 | 1998.: Kent (12 oblasti) | Nijedna                                      | Nijedna                                             |
| Kent (14 oblasti)                                 | 1996.: The Medway Towns (unitarna uprava) 1998: preimenovano u Medway                                                                                        | Nijedna                                      | Nijedna                                             |
| Lancashire (14 oblasti)                           | 1998.: Lancashire (12 oblasti) | Nijedna                                      | Nijedna                                             |
| Lancashire (14 oblasti)                           | 1998.: Blackburn with Darwen (unitarna uprava) | Nijedna                                      | Nijedna                                             |
| Lancashire (14 oblasti)                           | 1998.: Blackpool (unitarna uprava) | Nijedna                                      | Nijedna                                             |
| Leicestershire (9 oblasti)                        | 1997.: Leicestershire (7 oblasti) | Nijedna                                      | Nijedna                                             |
| Leicestershire (9 oblasti)                        | 1997.: Leicester (unitarna uprava) | Nijedna                                      | Nijedna                                             |
| Leicestershire (9 oblasti)                        | 1997.: Rutland (unitarna uprava) | Nijedna                                      | Nijedna                                             |
| Lincolnshire (7 oblasti)                          | Nijedna | Nijedna                                      | Nijedna                                             |
| Norfolk (7 oblasti)                               | Nijedna | Nijedna                                      | Nijedna                                             |
| Sjeverni Yorkshire (8 oblasti)                    | 1996.: Sjeverni Yorkshire (7 oblasti) | Nijedna                                      | Nijedna                                             |
| Sjeverni Yorkshire (8 oblasti)                    | 1996.: York (unitarna uprava) | Nijedna                                      | Nijedna                                             |
| Northamptonshire (7 oblasti)                      | Nijedna | Nijedna                                      | Nijedna                                             |
| Northumberland (6 oblasti)                        | Nijedna | Postao (unitarna uprava)                     | Nijedna                                             |
| Nottinghamshire (8 oblasti)                       | 1998.: Nottinghamshire (7 oblasti) | Nijedna                                      | Nijedna                                             |
| Nottinghamshire (8 oblasti)                       | 1998.: Nottingham (unitarna uprava) | Nijedna                                      | Nijedna                                             |
| Oxfordshire (5 oblasti)                           | Nijedna | Nijedna                                      | Nijedna                                             |
| Salop (6 oblasti) 1980.: preimenovan u Shropshire | 1998.: Shropshire (5 oblasti) | Postao (unitarna uprava)                     | Nijedna                                             |
| Salop (6 oblasti) 1980.: preimenovan u Shropshire | 1998.: The Wrekin (unitarna uprava) 1998.: preimenovan u Telford i Wrekin                                                                                    | Nijedna                                      | Nijedna                                             |
| Somerset (5 oblasti)                              | Nijedna | Nijedna                                      | Spajanjem smanjen na 4 oblasti                      |
| Staffordshire (9 oblasti)                         | 1997.: Staffordshire (8 oblasti) | Nijedna                                      | Nijedna                                             |
| Staffordshire (9 oblasti)                         | 1997.: Stoke-on-Trent (unitarna uprava) | Nijedna                                      | Nijedna                                             |
| Suffolk (7 oblasti)                               | Nijedna | Nijedna                                      | Spajanjem smanjen na 5 oblasti                      |
| Surrey (11 oblasti)                               | Nijedna | Nijedna                                      | Nijedna                                             |
| Warwickshire (5 oblasti)                          | Nijedna | Nijedna                                      | Nijedna                                             |
| Zapadni Sussex (7 oblasti)                        | Nijedna | Nijedna                                      | Nijedna                                             |
| Wiltshire (5 oblasti)                             | 1997.: Wiltshire (4 districts) | Postao (unitarna uprava)                     | Nijedna                                             |
| Wiltshire (5 oblasti)                             | 1997.: Thamesdown(unitarna uprava) 1997.: preimenovan u Swindon                                                                                              | Nijedna                                      | Nijedna                                             |